# تراونشتاين
تراونشتاين (بالألمانية: Traunstein) هي بلدة ألمانية تقع في ألمانيا في تراونشتاين. يقدر عدد سكانها بـ 18,351 نسمة .

## المدن التوأمة
مدن بينيرولو، غب بروانس آلب كوت دازور، فيزيلينغ و Haywards Heath هي مدن توأمة لـتروان اشتاين.

## أعلام
- كريستوف هايزمان
- يوهانس شتارك
- ويلهلم نيكلاس
- روبرت بيرغر
- أرمين ويرث